# Ayahuasca

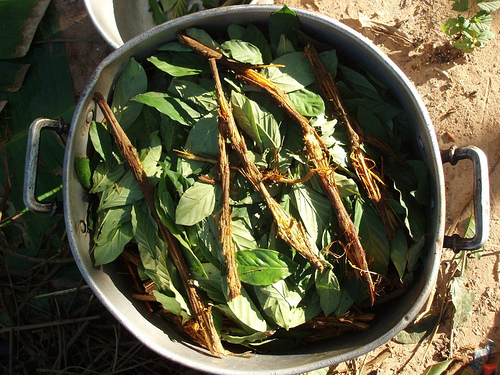
Pentola di ayahuasca pronta per la bollitura. Si distinguono i pezzi della liana Banisteriopsis caapi (anch'essa detta ayahuasca) e le foglie dell'arbusto Psychotria viridis (noto come chacruna) che rappresentano i due ingredienti di base, necessari per ottenere l'effetto visionario della pozione.

L'ayahuasca (in quechua aya-wasca, letteralmente "liana degli spiriti" o "liana dei morti"), spesso detta anche, a seconda dei paesi di provenienza: yage, hoasca, daime, caapi; è un decotto psichedelico a base di diverse piante amazzoniche in grado di indurre un effetto visionario oltre che purgante. 
Non ci sono a oggi prove di danni fisici causati dal principio attivo di questa sostanza, il DMT, ma dato che il composto contiene anche inibitori delle monoaminossidasi, se combinata con alimenti come formaggi o banane (e altri) l'ayahuasca può avere effetti avversi, in alcuni casi letali, dato che gli inibitori delle monoamminossidasi rendono indigeribili alcune delle loro componenti.
Il suo utilizzo, al quale sono da sempre state attribuite prerogative mistiche e terapeutiche, è caratteristico delle diverse forme di sciamanismo amazzonico praticate nei territori a cavallo di Perù, Colombia, Ecuador, Brasile, Bolivia e Venezuela. La pozione base, per essere farmacologicamente attiva, dev'essere prodotta facendo bollire assieme, per diverse ore, un minimo di due piante amazzoniche, cioè la liana Banisteriopsis caapi e le foglie dell'arbusto Psychotria viridis, anche noto come chacruna, che in alcune aree viene sostituito dalla Diplopterys cabrerana.
Con la parola ayahuasca vengono contemporaneamente designate tanto la liana Banisteriopsis caapi in sé stessa quanto l'intera preparazione: la liana è infatti considerata dagli sciamani la "pianta maestro" per eccellenza, che custodisce e apporta l'insegnamento (sebbene necessiti delle altre piante per manifestare tale insegnamento) e in quanto tale trasmette il nome all'intera bevanda. 

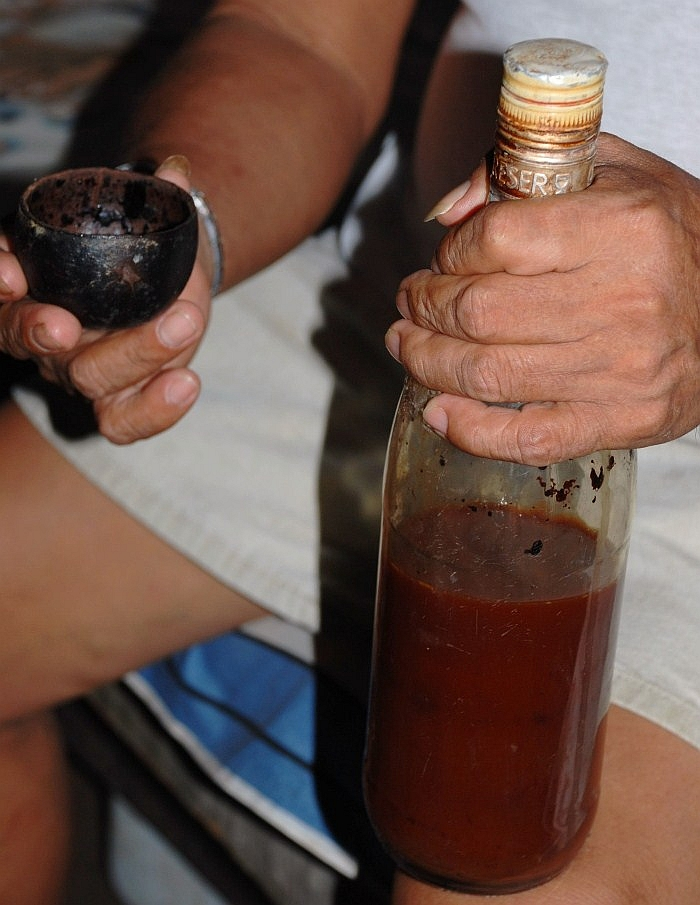
Decotto di ayahuasca preparato e pronto per l'uso

Se per tutto il Novecento se ne parlava in Occidente come di un farmaco imprecisato e quasi leggendario, come descritto nelle Lettere dello Yage di Allen Ginsberg e William Burroughs, a partire dagli anni novanta, la fama dell'ayahuasca nel mondo è cresciuta notevolmente anche grazie all'interesse del mondo accademico, che indaga le potenzialità terapeutiche del beveraggio. Soprattutto in conseguenza della diffusione nel mondo del Santo Daime, un nuovo movimento religioso di carattere sincretico originatosi in Brasile negli anni trenta, si è assistito a quello che è stato definito un processo di vera e propria internazionalizzazione dell'ayahuasca, che ha contribuito a espanderne l'utilizzo al di fuori dell'Amazzonia e del Sudamerica, facendo sì che le legislazioni di molti paesi dovessero occuparsi dello status giuridico della bevanda.
L'attenzione del mondo accademico, soprattutto in America e in Spagna, è culminata nelle due World Ayahuasca Conference, tenutesi a Ibiza nel settembre del 2014 e nella città brasiliana di Rio Branco nell'ottobre 2016, organizzate dalla fondazione ICEERS con il patrocinio dell'UNESCO, ove un comitato di più di quaranta esperti provenienti da diversi ambiti disciplinari ha adottato una dichiarazione, significativamente titolata Ayahuasca in the globalized World, in cui si chiede ai governi di avanzare verso la costituzione di un sistema legale che regolamenti, tutelando e valorizzando in maniera responsabile, l'utilizzo dell'ayahuasca.

## Farmacologia umana dei componenti di base
L'ambiguità semantica della parola ayahuasca, che designa tanto l'intero beveraggio quanto il singolo ingrediente di base (cioè il rampicante Banisteriopsis caapi), è stata fonte di numerosi fraintendimenti tra gli studiosi, dapprima propensi a credere che l'effetto allucinogeno della bevanda dipendesse dalla liana. Solo con il procedere degli studi, l'ayahuasca avrebbe rivelato lo specifico meccanismo sinergico tra i suoi componenti, tale da farne, farmalogicamente parlando, l'allucinogeno più complesso e sofisticato sinora studiato.

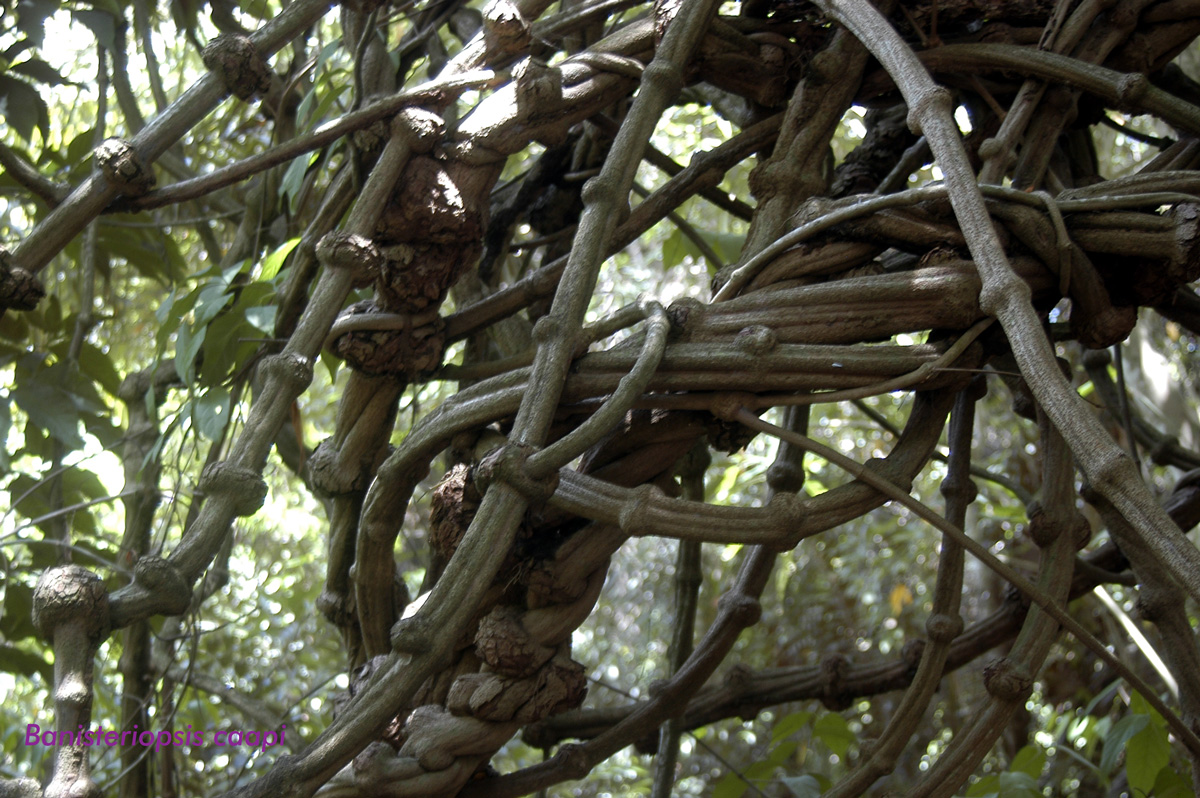
La liana rampicante Banisteriopsis caapi, nota tra gli sciamani dell'Amazzonia come ayahuasca, detta anche la liana degli spiriti o dei morti. La sua caratteristica forma attorcigliata, che penzola dagli alberi verso il suolo, rimanda al carattere "mediatore" della pianta, che connette il mondo ordinario con l'aldilà ed il regno degli antenati.

La liana Banisteriopsis caapi contiene alcaloidi del tipo β– carboline, isolati tra il 1925 e il 1957, ed identificati con i nomi di armina (in precedenza nota anche come telepatina, yajeina e banisterina), armalina e d-tetraidroarmina. Tali alcaloidi sono responsabili degli effetti emetici e lassativi del beveraggio, del senso di nausea che esso è in grado di indurre, ben noto agli sciamani e documentato negli studi clinici. Più complessa è invece la questione circa le proprietà psicotrope di tali alcaloidi. In uno studio pionieristico del 1967, lo psicologo cileno Claudio Naranjo tentò di dimostrare le proprietà psichedeliche dell'armalina identificando in 1 mg/kg (per endovena) e 4 mg/kg (per ingestione) le dosi minime in grado di suscitare una qualche attività allucinogena.
Secondo Naranjo, l'armalina appare un allucinogeno puro, dal momento che sarebbe in grado di modificare primariamente ed in maniera selettiva, soltanto le percezioni visive, senza produrre effetti sulle altre sfere della psiche. Diversamente da altri allucinogeni, come ad esempio la mescalina, che induce anche allucinazioni uditive e modifica la percezione del tempo, l'armalina limiterebbe il suo forte potere allucinogeno al solo dominio visuale, producendo sequenze di immagini in sovraimpressione, vibrazioni e tremolii del campo visivo, lampi di luce, immagini colorate e vivide paragonabili al sogno che si manifesterebbero a occhi chiusi, e anche allucinazioni vere e proprie.

Struttura della molecola di armina, il principale alcaloide di Banisteriopsis caapi

In realtà il carattere psicoattivo degli alcaloidi della Banisteriopsis caapi sembrerebbe limitato agli sgradevoli effetti di nausea e di vertigine, spesso paragonati a un'ubriacatura, che essa è in grado di indurre anche se assunta isolatamente, mentre appaiono assai dubbie la prerogative psichedeliche e visionarie. Come osserva Jordi Riba, in uno studio realizzato presso l'Universitat Autònoma de Barcelona nel 2003, la capacità delle β -carboline di interagire con il recettore 5-HT2A non è stata a tutt'oggi ancora chiaramente dimostrata nemmeno sugli animali, cosa che rende dubbia l'ipotesi che esse siano in grado di provocare nell'uomo effetti simili a quelli delle triptammine psichedeliche e delle feniletilamine.

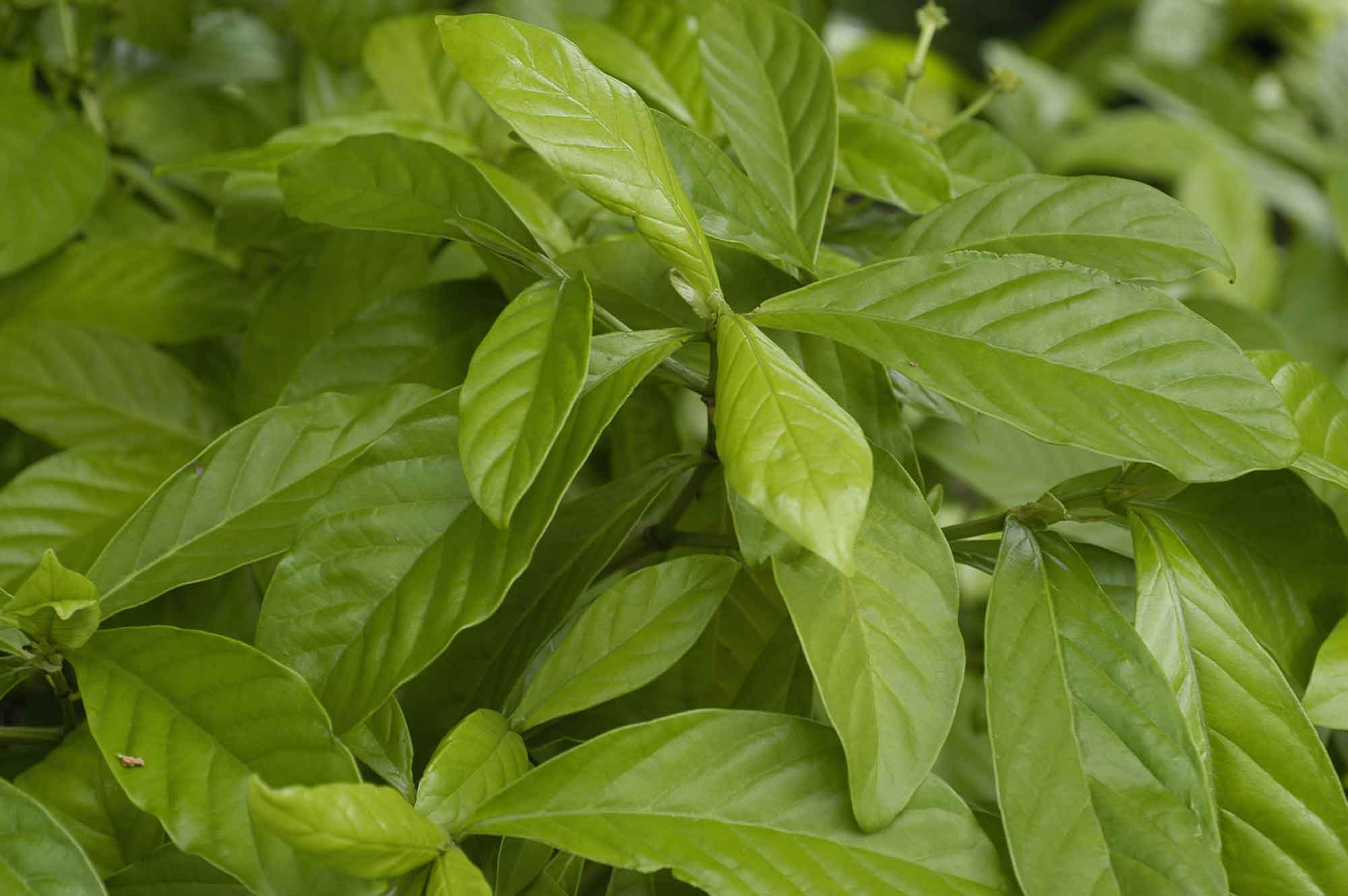
Arbusto di Psychotria viridis, il secondo ingrediente base per la preparazione del decotto di ayahuasca, contenente la molecola allucinogena di DMT

Le foglie dell'arbusto Psychotria viridis o della Diplopterys cabrerana, che costituiscono gl altri ingrediente necessari per la preparazione dell'ayahuasca, contengono invece dimetiltriptamina (DMT), una triptamina allucinogena endogena dalla quale, come è oggi ampiamente assodato, dipende il caratteristico effetto psichedelico del beveraggio. La DMT è una molecola dalla struttura semplice, presente un po' ovunque nel regno animale e vegetale (mammiferi, animali marini, rane e rospi, piselli, erba, funghi, fiori, radici, ecc.) oltre che nell'uomo, in grado di avere effetti sui recettori serotoninergici sparsi nel corpo umano, in maniera analoga all'azione di altri psichedelici come LSD, psilocibina e mescalina. Rispetto alle altre sostanze psichedeliche, tuttavia, la DMT sembrerebbe godere di un particolare privilegio accordatole dal cervello. Attorno alla metà degli anni ottanta, un'équipe di scienziati giapponesi ha scoperto che il cervello umano trasporta attivamente DMT attraverso la barriera emato-encefalica, una speciale membrana con funzione di protezione, impedendo l'accesso agli elementi nocivi presenti nel sangue e consentendolo, viceversa, alle sostanze di cui si serve come "carburante" per le proprie funzioni metaboliche.

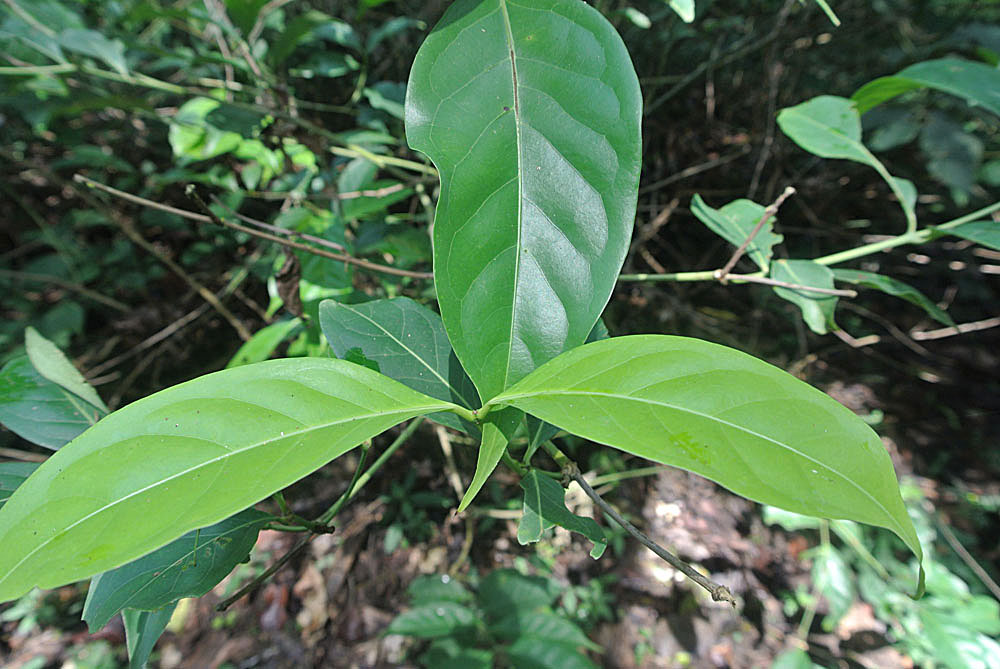
Foglie dell'arbusto Diplopterys cabrerana, che in alcune aree dell'Amazzonia sostituisce la Psychotria viridis nella preparazione dell'ayahuasca. Anch'essa contiene DMT, e in una concentrazione maggiore rispetto all'altra pianta. L'ayahuasca cucinata con la Diplopterys cabreana prende il nome di yagé in Colombia.

Nel suo studio del 2001, Rick Strassman ha riconsiderato questo privilegio della DMT, assieme al suo carattere endogeno, suggerendo che la sua presenza nel corpo umano assolva una funzione specifica: la DMT sarebbe la «molecola spirituale», la base biologica delle esperienze spirituali che talvolta accadono spontaneamente nella vita di un essere umano, come quelle descritte dai mistici di ogni epoca, e che appaiono straordinariamente affini agli stati psichedelici che la somministrazione per via endovenosa di DMT è in grado di indurre. Tale meccanismo sarebbe localizzato nella ghiandola pineale, il luogo dove si forma la DMT, considerata già da Cartesio come la sede dell'anima, il luogo ove si incontrano e comunicano res cogitans e res extensa, il fisico e lo spirituale. Strassman nota innanzitutto come la ghiandola pineale sia in grado di produrre DMT, dal momento che possiede i più alti livelli di serotonina di tutto il corpo umano, la capacità di convertire la serotonina in triptammina e un'altissima concentrazione di enzimi altamente specializzati, detti metiltransferasi, i soli in grado di convertire serotonina, melatonina e triptammina in composti psichedelici. In secondo luogo, la pineale possiede anche una specie di "sistema di sicurezza" anti-DMT, cioè un alto livello di una particolare proteina a sua volta in grado di ostacolare l'attività degli enzimi che formano la DMT e proteggere così l'organismo da un'eccessiva produzione del composto psichedelico in condizioni normali.
La DMT è rapidamente inattivata dagli enzimi endogeni monoamino ossidasi (MAO); gli alcaloidi armalinici, invece, sono degli inibitori della MAO e quindi evitano la rapida degradazione della DMT, potenziandone gli effetti. Strutturalmente simili alla serotonina, agiscono bloccandone i recettori e mostrano attività incrociata con LSD e psilocibina.

## Proprietà
Poiché la dimetiltriptamina è una sostanza che non può essere psicoattiva per via orale, l'unico modo per raggiungere l'effetto stupefacente è mediante l'azione degli inibitori delle monoamino ossidasi (MAOI), presenti naturalmente all'interno delle piante per il decotto.
La particolarità dell'ayahuasca consiste nel fatto che, grazie agli inibitori della Banisteriopsis, la dimetiltriptamina resta in circolo nel corpo per un tempo decisamente maggiore rispetto all'assunzione dei vapori. L'effetto della DMT dura circa 10-15 minuti se fumata, mentre, se ingerita sotto forma di bevanda, la DMT rimane in circolo per 2, anche 3 ore, rendendo l'esperienza decisamente più mistica, molto più impegnativa.
L'ayahuasca non è un narcotico, essendo il suo componente principale la DMT, la medesima sostanza prodotta nel cervello umano dalla ghiandola pineale ogni notte, durante la fase REM del sonno, dalla nascita fino a 24 ore dopo il decesso.
Terence McKenna sostenne che la dimetiltriptamina non fosse una molecola pericolosa per la salute, a meno che uno non muoia dallo stupore. Effettivamente, non ci sono ad oggi prove di danni fisici causati da questa sostanza, ma è possibile che un utilizzo continuato possa indurre psicosi e altre disfunzioni difficilmente prevedibili, data la sua bassa diffusione.

## Storia
Negli altopiani delle Ande sono stati trovati residui di β– carboline e DMT in una borsa di oggetti rituali di un migliaio di anni fa.
La prima volta che gli europei sono stati testimoni dell'uso dell'ayahuasca fu nel XVI secolo.

## Uso religioso e tradizionale
I popoli amazzonici utilizzano il decotto di ayahuasca per indurre stati di visione nel corso di cerimonie religiose e per scopi rituali e terapeutici.
In tempi recenti l'ayahuasca è entrata nei rituali di diverse dottrine religiose sincretiste diffuse in America latina, quali il Santo Daime, l'União do Vegetal e il Barquinia.

## Uso terapeutico
Numerosi studi riportano che l'ayahuasca è un valido supporto al trattamento delle dipendenze da sostanze stupefacenti nella riduzione dei sintomi, nel miglioramento della condizione generale e nella cessazione d'utilizzo della sostanza d'abuso. Nel 2014, tredici terapisti operanti nel settore delle dipendenze da stupefacenti accettarono di partecipare, assieme ai loro pazienti, a un esperimento in cui si coadiuvava la terapia con l'ayahuasca. Lo studio ha riportato miglioramenti della condizione di tutti i pazienti. Uno studio psichiatrico del 2018, condotto su 1947 membri dell'União do Vegetal, ha constatato una riduzione nel consumo di alcol e tabacco da parte dei membri da quando hanno preso parte alle cerimonie. Un altro studio sui membri del Santo Daime ha riportato una riduzione dei sintomi dei disturbi d'ansia a seguito del periodo d'assunzione dell'infuso. Nel 2018, quaranta dipendenti da crack hanno assunto ayahuasca nel corso di uno studio scientifico, riportando una riduzione dei sintomi e generali miglioramenti a seguito della terapia. In uno studio condotto all'interno di un gruppo di praticanti della religione brasiliana União do Vegetal l'ayahuasca si è mostrata efficace nel trattamento dell'alcolismo e della dipendenza indotta dall'abuso di sostanze stupefacenti.
Inoltre, è stato suggerito che l'ayahuasca possa essere utile per il trattamento dei disturbi mentali nei quali si sospetta un deficit del metabolismo della serotonina, quali depressione, autismo, schizofrenia, sindrome da deficit di attenzione e iperattività. L'armina possiede proprietà anti-parassitarie che potrebbero farne ipotizzare l'uso nella profilassi della malaria e di varie altre parassitosi.

## Preparazione

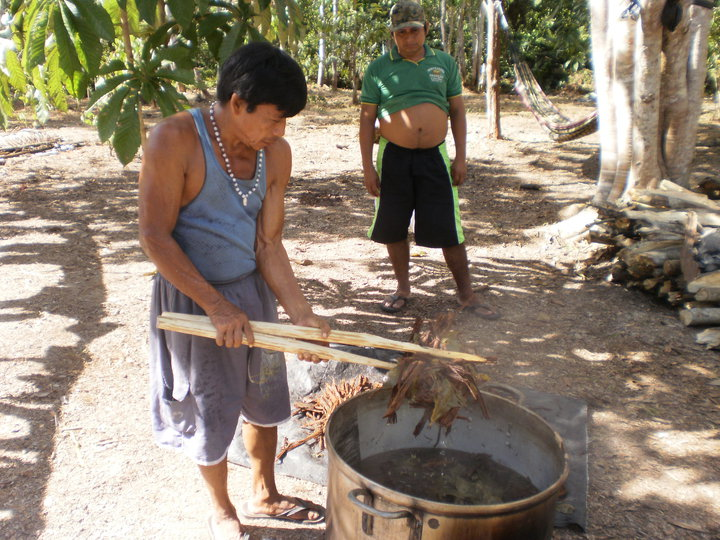
Preparazione della ayahuasca a Iquitos, Perù

Ci sono molti modi di preparazione, che possono variare da regione a regione. L'ingrediente comune a tutte le ricette tradizionali sono le liane di Banisteriopsis, che vengono battute fino a sfibrarle sommariamente e quindi messe a bollire per molte ore assieme ad altre piante; la Psychotria viridis, conosciuta localmente come chacruna è quella più frequentemente utilizzata, ma alcune ricette tradizionali prevedono anche l'utilizzo di Diplopterys cabrerana (chacropanga), Asplundia divergens (tamshi) e di diverse specie della famiglia Solanaceae quali il tabacco (Nicotiana tabacum), Brugmansia spp. e Brunfelsia spp. Il preparato ottenuto dalla combinazione di un MAO-inibitore con una pianta contenente DMT è chiamato Anahuasca (dall'inglese Analogue of Ayahuasca, ossia un analogo dell'Ayahuasca), Peganum harmala è stata spesso utilizzata per la preparazione di Anahuasca.

## Galleria d'immagini

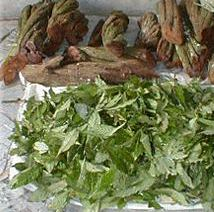
Foglie di chacruna e sullo sfondo banisteriopsis caapi
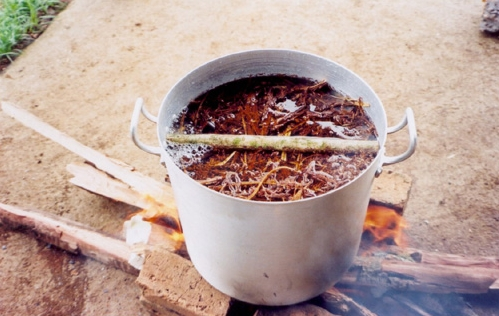
Cottura della "caapi"
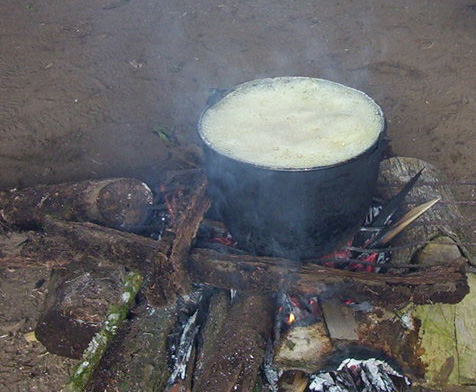
Bollitura

## Legislazione
Negli ultimi anni, a seguito della diffusione del Santo Daime, in diversi paesi l'uso dell'ayahuasca e dei suoi derivati si è trovato al centro di battaglie in tribunale e in controversie legali.

### Brasile
Dal 1986, il decotto di ayahuasca è diventato esplicitamente legale in Brasile per usi rituali e religiosi.
In Brasile, il CONFEN, Conselho Federal de Entorpecentes (Consiglio Federale dei Narcotici), sostiene il diritto della Chiesa del Daime di praticare questa religione e le relative attività di guarigione usando il Daime. Nel 1987 uno studio eseguito sul Daime dal Bureau Federal dos Narcóticos ha osservato varie chiese e la produzione del Daime. Lo studio riguardava anche un altro gruppo di assuntori di ayahuasca che chiamano la bevanda "Vegetal" (Uniao do Vegetal). Il gruppo di lavoro che ha realizzato lo studio includeva rappresentanti non solo del CONFEN ma anche di altre agenzie governative. Lo studio ha concluso che il Daime aveva un'influenza molto positiva sulla comunità, incoraggiando l'armonia sociale e l'integrazione personale. Secondo lo studio, piuttosto che considerare semplicemente l'analisi farmacologica delle piante, era essenziale considerare l'intero contesto d'uso del tè (religioso, sociale e culturale).

### Francia
La Francia è uno dei paesi ad aver esplicitamente proibito l'ayahuasca e tutti i componenti conosciuti per la sua preparazione o per la preparazione di ayahuasca-analoghi.
Ciò è avvenuto a seguito dell'assoluzione di alcuni adepti francesi del Santo Daime processati per il possesso di ayahuasca. Assolti perché il fatto non costituiva reato, poche settimane dopo, su indicazione della stessa commissione "anti setta" che aveva denunciato i daimisti francesi, il ministero della sanità ha provveduto ad inserire tutte le piante da cui si può ricavare ayahuasca o bevande simili, basate sul complesso armina-DMT, nella lista delle sostanze più pericolose e prive di applicazioni mediche conosciute.
In Francia, nel novembre 1999, sono stati arrestati dirigenti del Santo Daime che sono rimasti in prigione per tre mesi; il 13 gennaio 2005, la Corte d'Appello di Parigi ha prosciolto gli imputati con una sentenza che di fatto ha legalizzato in Francia l'uso rituale dell'ayahuasca ma soltanto per circa 100 giorni: il 3 maggio 2005 un decreto parlamentare ha chiuso la falla, includendo formalmente le piante in questione nella Tabella I (come avvenuto anche in Italia nel febbraio 2022, vedi sotto).

### Italia
In Italia, con decreto del 23 febbraio 2022, l'ayahuasca, la Banisteriopsis caapi, la Psychotria viridis, l'armina e l'armalina sono state poste nella tabella I dell'elenco delle sostanze stupefacenti e psicotrope di cui all'art. 14 del DPR n. 309/90, diventando a tutti gli effetti illegali sul suolo italiano.

### Paesi Bassi
Nei Paesi Bassi, nell'ottobre del 1999 sono stati arrestati due dirigenti del Santo Daime, a carico dei quali è stata avviata un'istruttoria penale, che si è risolta con una sentenza di assoluzione da parte del Tribunale di Amsterdam nel maggio del 2000. Nel 2018 tuttavia un ulteriore processo ha riportato in auge la questione e la Corte di Appello di Amsterdam il 28-02-2018 ha sentenziato che "l’importazione, il possesso e l’uso dell’ayahuasca costituiscono un inaccettabile pericolo per la salute".

### Spagna
Il principio attivo DMT è illegale, mentre il decotto preparato dalle due piante no. La giurisdizione pone la bevanda in un'area grigia della legge.

### Ucraina
Il parlamento ha escluso l'ayahuasca dalla lista delle sostanze proibite, delle sostanze psicotrope e dei precursori. È dichiarato nell'atto del Ministero №408 datato 23 maggio 2012.

### Stati Uniti d'America
Negli Stati Uniti la DMT è illegale ed è inclusa nella Tabella I del Controlled Substances Act. È
inoltre inserita nell'elenco delle sostanze poste sotto il controllo dell'International Narcotics Control Board.
Negli USA la Corte Suprema nel 2006 ha accolto un ricorso preliminare ("preliminary injunction") che permette a un'altra religione brasiliana, l'União do Vegetal (UDV), di usare la ayahuasca per i rituali. Questa decisione, come risultato di una controversia specifica riguardante l'UDV, è valida solo per quel gruppo religioso, cosicché negli Stati Uniti lo status legale dell'ayahuasca rimane, in generale, in un'area grigia.
Nel giugno del 2019 il consiglio comunale di Oakland ha votato per depenalizzare l'uso di enteogeni naturali,; nel gennaio del 2020 lo ha fatto anche la città di Santa Cruz in California.